# Chelonus balkhashensis
Chelonus balkhashensis är en stekelart som först beskrevs av Vladimir Ivanovich Tobias 2002.  Chelonus balkhashensis ingår i släktet Chelonus och familjen bracksteklar. Inga underarter finns listade i Catalogue of Life.